# Willie Davenport
Willie Davenport (Estados Unidos, 8 de junio de 1943-17 de junio de 2002) fue un atleta estadounidense, especializado en la prueba de 110 m vallas en la que llegó a ser campeón olímpico en 1968.

## Carrera deportiva
En las Olimpiadas de México 1968 ganó el oro en los 110 metros vallas, con un tiempo de 13.33 segundos, por delante de su paisano estadounidense Ervin Hall y del italiano Eddy Ottoz.
Ocho años después, en los JJ. OO. de Montreal 1976 ganó la medalla de bronce en los 110 metros vallas, con un tiempo de 13.38 segundos, tras el francés Guy Drut (oro con 13.30 segundos) y el cubano Alejandro Casañas (plata con 13.33 segundos).